# Hanns Kerrl
Hanns Kerrl (Wolfsburg, 11 dicembre 1887 – Parigi, 14 dicembre 1941) è stato un politico tedesco.

## Biografia
Nacque in una famiglia borghese - suo padre era preside di un istituto scolastico - e protestante nel distretto di Fallersleben. Prese parte alla prima guerra mondiale, da cui uscì con il grado di tenente e con una Croce di Ferro. Nel 1923 aderì al Partito Nazista e iniziò la carriera politica, impegnandosi a diffondere il nazismo nel suo Land.
Il 17 giugno 1934 entrò nel governo Hitler come Ministro senza portafoglio ed il 16 luglio 1935 venne nominato Ministro degli Affari Religiosi. Da un lato, Kerrl avrebbe dovuto mediare tra quei leader nazisti che odiavano il cristianesimo (ad esempio Heinrich Himmler) e le chiese stesse; dall'altro, in accordo con la politica di Gleichschaltung, era suo compito soggiogare al nazismo le varie confessioni.
Assoggettare le varie chiese e subordinare i loro capi al nazismo era uno dei più grandi obiettivi di Adolf Hitler, il quale decise di istituire il dicastero ecclesiastico solo dopo che il teologo Ludwig Müller aveva fallito nel tentativo di riunire i protestanti tedeschi in un'unica grande confessione, nota come "Chiesa del Reich".
Kerrl era considerato uno dei nazisti più miti. Nondimeno nel 1935, in un discorso alla presenza dei leader delle chiese conformi, affermò che "Il cristianesimo positivo è il nazionalsocialismo". In almeno un'occasione definì Adolf Hitler "il Gesù Cristo della Germania". Fece inoltre forti pressioni alla maggior parte dei pastori protestanti affinché giurasse fedeltà al Führer.
A partire dalla seconda metà del 1936, tuttavia, il piano di Kerrl si poté definire fallito: egli infatti doveva subire l'ostilità sia degli "ideologi" del partito - Martin Bormann, Alfred Rosenberg e il già citato Himmler - sia delle chiese, le quali spesso si rifiutavano di lavorare con un ente governativo che essi consideravano un prigioniero o un fantoccio dei nazisti.
Anche Hitler cominciò ad emarginarlo: il dittatore non gli concesse nemmeno un'udienza privata e lo svuotò di ogni potere, pur non rimuovendolo formalmente dal suo incarico. Pare che, sconfortato anche da una salute malferma, si diede all'alcolismo: il diplomatico statunitense William Russell scrisse nel suo libro di memorie (Ambasciata di Berlino) che Kerrl frequentava locali e bar nella capitale tedesca fino alle prime ore del mattino.
Kerrl, che soffriva di malattie cardiache fin dal 1936, morì all'età di 54 anni il 14 dicembre 1941 mentre si trovava a Parigi: fu trasferito a Berlino il giorno seguente ed il 20 dicembre, dopo il funerale commemorativo svolto nella Cancelleria del Nuovo Reich, venne sepolto nel cimitero forestale di Dahlem. Dopo la sua scomparsa, venne nominato ministro degli Affari Religiosi ad interim Hermann Muhs.